# Triphleba ferruginea
Triphleba ferruginea är en tvåvingeart som beskrevs av Borgmeier 1963. Triphleba ferruginea ingår i släktet Triphleba och familjen puckelflugor.
Artens utbredningsområde är Maryland. Inga underarter finns listade i Catalogue of Life.